# Альфасса, Мирра
Мирра Альфасса (фр. Mirra Alfassa; 21 февраля 1878 — 17 ноября 1973), известная также под именем Мать — духовная сподвижница Шри Ауробиндо. Основала вместе с ним религиозно-философское учение Интегральная йога. Является также основательницей международного города-общины Ауровиль.

## Биография

### Детство и юность
Мирра Альфасса родилась в Париже 21 февраля 1878 года в состоятельной семье. Полное имя, данное при рождении, — Бланш Рашель Мирра Альфасса. Её отец Моисей Морис Альфасса (5 июля 1843 — 13 сентября 1918) был турецким евреем, банкиром по профессии, а мать — Матильда Исмалун (26 августа 1857 — 9 декабря 1944) — происходила из знатной египетской еврейской семьи. У Мирры был старший брат Маттео Матье Морис Альфасса (13 июля 1876 — 12 августа 1942), который в последующем занимал несколько важных Французских государственных постов в Африке. За год до рождения Мирры семья эмигрировала во Францию. Первые восемь лет своей жизни Мирра жила в Париже по адресу: бульвар Осман, дом 62.
Мирра описывает события, которые она переживала ещё будучи ребёнком. Она рассказывала, что в возрасте пяти лет к ней пришло осознание того, что она не принадлежит этому миру, и что её садхана (духовная практика) началась уже тогда. Она могла неожиданно впадать в состояние транса во время своих повседневных дел, что очень не нравилось её матери.
Между одиннадцатью и тринадцатью годами, по словам Мирры, она испытала серию психических и духовных переживаний, открывших ей существование Бога, и возможность человека объединиться с ним. В возрасте 12 лет она начала практиковать оккультизм. Свои мистические опыты она описывает следующим образом:
Когда мне было около тринадцати лет, в течение года каждую ночь, ложась спать, я выходила из тела, поднималась над домом, над городом и еще выше. Я видела себя одетой в великолепное, очень длинное золотое платье. И по мере того, как я поднималась, оно становилось всё больше и больше, накрывая весь город словно огромным золотым куполом. Я видела, как мужчины и женщины, дети и старики, больные и несчастные стекались со всех сторон, собирались под этим покровом и взывали о помощи, рассказывая о своих бедах, страданиях и невзгодах. В ответ на это моя золотая одежда, живая и мягкая, прикасалась к каждому из них, и они тут же получали душевный покой и исцеление, после чего, счастливые и окрепшие, возвращались в свои тела… («Из жизни Матери» стр. 38)
Начальное образование Мирра получила дома. В ранние годы у неё проявилась склонность к художественному творчеству: она занималась рисованием, играла на фортепиано и пробовала себя на литературном поприще. В возрасте 14 лет Мирра начинает учиться в художественной студии, а годом позже в школе в качестве заданного сочинения пишет мистическую историю. В 1893 году она отправилась в путешествие по Италии со своей мамой. Находясь во Дворце дожей в Венеции, Мирра вспоминает одну из сцен из своей, якобы, прошлой жизни, где она была задушена и выброшена в канал. В возрасте 16 лет Мирра поступает в Национальную высшую школу изящных искусств, где получила прозвище «Сфинкс». Позже Мирра выставляла свои работы в Парижском салоне.
13 октября 1897 году в возрасте 19 лет Мирра выходит замуж за художника Анри Мориссе (фр. Henri Morisset; 1870—1956), ученика Гюстава Моро. 23 августа 1898 года у Мирры рождается сын, которому дают имя Андрэ (23 августа 1898 — 29 марта 1982). Семья Мориссе живёт в Париже в творческой мастерской на улице Лемерсье, 15. Мирра становится частью Парижских творческих кругов и дружит с такими известными художниками, как Огюст Роден и Клод Моне.
Мадам Альфасса рассказывает, что между 19 и 20 годами она достигла постоянного сознательного контакта с Божественным Присутствием без какой-либо помощи учителей или книг. Вскоре после этого она открыла для себя Раджа йогу Вивекананды, которая помогла ей ускорить её духовное развитие. Через год или два Мирра в Париже встречает индуса, который рекомендует ей прочесть «Бхагавадгиту», принимая Кришну как символ внутреннего бессмертного Духа. Мирра вспоминает, что в своих медитациях она видела несколько духовных личностей, которые предлагали ей ту или иную духовную помощь.

### Знакомство с оккультизмом
Примерно в 1904 году в своих медитациях Мирра стала встречать некое Божество с тёмной кожей, которое она стала называть «Кришна». Она говорила, что это божество помогало ей и вело в её внутренних духовных путешествиях. Она обрела полную и безоговорочную веру в Кришну и хотела встретить его однажды в реальной жизни. Примерно в 1905 году Мирра встречает польского оккультиста Макса Теона (другие имена Макса Теона: Луис Бимштейн, Айя Азиз), который смог объяснить Мирре смысл и значение её внутренних переживаний.
В 1906 году Мирра впервые отправляется в поместье Теона в Тлемсен в Алжире, для глубокого изучения и погружения в оккультизм. Её учителями был сам Теон и его жена Альма Теон. Мирра рассказывала, что мадам Теон обладала исключительными оккультными способностями.
Мадам Теон была уроженкой острова Уайт и жила в Тлемсене вместе со своим мужем, выдающимся оккультистом. Мадам Теон сама обладала незаурядной оккультной силой, была одарённой ясновидящей и прекрасным медиумом. Пройдя необычайно строгое и полное оккультное обучение, она имела исключительные способности... Однажды, ближе к вечеру, пришёл один посетитель и начал задавать совершенно нелепые вопросы. Устав от него, мадам Теон шепнула мне: "Смотри, сейчас мы сыграем с ним небольшую шутку". На веранде дома стоял обеденный стол, большой и широкий, с восемью ножками, по четыре с обеих сторон, - массивный и очень тяжелый стол. По случаю приёма гостя стулья были отодвинуты от стола. Гость сидел с одной стороны, мадам Теон напротив него, а мы с господином Теоном - сбоку от неё. На веранде нас было четверо, и все мы сидели на некотором удалении от стола. Так вот, гость задавал, как я уже сказала, нелепые вопросы, касающиеся оккультных сил и так называемой "магии"... Мадам Теон взглянула на меня, ничего не говоря, и замерла в одной позе. Вдруг раздался крик - крик ужаса. Стол пришёл в движение и, можно сказать, с героическим видом бросился в атаку на посетителя, сидевшего с противоположного края! Он подскочил и боднул беднягу... Мадам Теон к столу не прикасалась, как и все остальные. Она лишь сосредоточила на нём свою витальную силу и заставила его двигаться...("Из жизни Матери", стр. 81-81)
По возвращении в Париж в 1906 году Мирра и её брат Маттео организовывают группу духовных искателей «Новая Идея». Эта группа собирается в доме Мирры по средам вечером. Её книга «Слова давно минувших лет» содержит в себе истории и воспоминания об этом периоде её жизни, также как и беседы следующей группы, организованной Миррой, «L’Union de Pensée Féminine» («Единение женской мысли»). Александра Давид-Неэль, участница последней группы, так вспоминает об этих встречах и о самой мадам Альфасса:
Мы проводили изумительные вечера вместе с друзьями, веря в великое будущее. Временами мы ходили в сады Булонского леса, и наблюдали за взлётами первых насекомо-подобных аэропланов. Я помню её элегантность, её таланты, её интеллигентность, одарённую мистическими способностями. Несмотря на её глубокую любовь и добродушие, несмотря даже на её прирождённую беззаботность забывать свои благородные поступки, она никак не могла справиться с тем, чтобы хорошенько скрыть громадную силу, которую носила внутри себя.
В 1908 году в возрасте 30 лет Мирра разводится со своим мужем Анри Мориссе и переезжает жить на ул. Дэ Леви, 49. В 1912 году мадам Альфасса организовывает новую группу, в которой состоят примерно двадцать человек, под названием «Космическое». Целью этой группы является достижение само-осознания и само-мастерства. Хотя в это время Мирра ещё не встретила Шри Ауробиндо, но некоторые её идеи того времени находят соответствие его идеям, и позже будут включены в начало маленькой книги «Беседы». В 1910 году Мирра получила опыт, который позже описала как «изменение сознания», в котором она осознала присутствие Божественной Воли в самом центре своего существа, и начиная с этого момента все её действия больше не мотивировались личным желанием или нежеланием, но только тем, чего желает Божественная Воля.
5 мая 1911 года Мирра выходит замуж за Поля Антуана Ришара (17 июня 1874 — июнь 1967). Ришар отправляется в путешествие в Индию в попытке выдвинуться во Французский Сенат от Пондичерри. Во время своего путешествия в середине апреля 1910 года в Пондичерри он встречает Шри Ауробиндо. По возвращении Ришар рассказывает Мирре о Шри Ауробиндо, после чего между ними завязывается «материальная и духовная переписка», которая будет длиться последующих четыре года.
В 1912 году Мирра написала свою первую книгу «Молитвы и Медитации», которая позже будет опубликована как часть Собрания Сочинений Матери.

### Встреча со Шри Ауробиндо

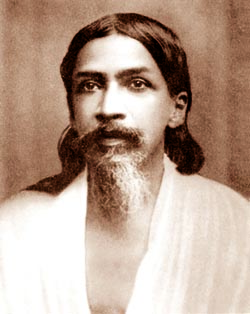
Шри Ауробиндо

7 марта 1914 года Поль и Мирра Ришар отплывают в Индию на борту парохода «Кага Мару», а именно в Пондичерри, для встречи со Шри Ауробиндо. Их первая встреча состоялась 29 марта 1914 года. В Шри Ауробиндо Мирра узнала того духовного наставника, который направлял её духовное развитие с самого детства, и которого она называла «Кришна».
На следующий день после встречи Мирра сделала запись в своём дневнике:
Не имеет никакого значения, что сотни живых существ погружены сейчас в тёмное невежество. Тот, кого мы видели вчера, находится на Земле; одного его присутствия достаточно, чтобы утверждать, что настанет тот день, когда темнота будет преобразована в свет, а царство Божье будет в самом деле установлено на Земле.
Мирра и Поль пробыли в Индии около года, после чего в феврале 1915 года вернулись в Париж из-за начавшейся Первой мировой войны.

### Япония
Они пробыли во Франции всего лишь год, после чего отплыли в Японию. В Японию их корабль приплыл в июне 1916 года. Первое время они жили в Токио (1916—1917), а затем в Киото (1917—1920). Их сопровождала Дороти Хадсон, английская леди, которая знала Мирру ещё во Франции, и считала её своим Гуру. Позже Дороти станет садхикой Ашрама Шри Ауробиндо и получит новое духовное имя «Датта» (на санскрите «священная»). В Японии Мирра Ришар знакомится с Нобелевским лауреатом Рабиндранатом Тагором, с доктором Охавой, профессором Токийского университета, и его женой, а также с сыном Льва Толстого, который совершал кругосветное путешествие с целью «установления великого человеческого братства». Мирра с радостью переняла японский образ жизни и начала носить кимоно. Она была очарована красотой японской природы. Позже доктор Охава так скажет о своей первой встрече с Миррой:
Как-то раз в Японию приехал Хара Прасад с лекциями по индийской философии. Его лекции посещали пятьдесят человек, и я был одним из них. На первой же лекции я заметил среди слушателей одну молодую женщину, взволновавшую меня до глубины души. Было в ней что-то такое, что притягивало меня, как притягивает свет полярной звезды стрелку компаса. От неё исходила некая особая благодать, райское благоухание. Свет её глаз обещал скорый восход над миром новой зари... Что меня больше всего поражало в Матери? Её воля была способна сдвинуть горы, ум её был остр, как лезвие меча. Мысль её была сама ясность, а принятые решения - твёрже корней могучего дуба. Мистические глубины её души казались бездоннее океана, но интеллект её способен был проницать глубочайшие из глубин...("Из жизни Матери", стр. 188-189)
В 1920 году Мирра снова возвращается в Пондичерри, чтобы теперь уже остаться навсегда рядом со Шри Ауробиндо. Ещё в море, на большом расстоянии от берега, Мирра пережила яркий опыт:
Я плыла из Японии на корабле. Я занималась своими делами (то есть была погружена во внутреннюю жизнь, но тело моё при этом находилось на корабле), ничего не ожидала, как вдруг неожиданно почувствовала, что само качество, я бы даже сказала, физическое качество атмосферы, воздуха разительно изменилось. Это было на расстоянии приблизительно двух морских миль от Пондичери. И я поняла, что мы входим в ауру Шри Ауробиндо ("Из жизни Матери", стр. 204)

### Ашрам Шри Ауробиндо
Мирра прибыла в Пондичерри 24 апреля 1920 года. Её сопровождали Дороти Хадсон и Поль Ришар, который вскоре покинет Пондичерри уже навсегда. Первое время Мирра жила в гостиницах, после чего поселилась в «доме Баюда». Шри Ауробиндо вместе с несколькими учениками посещали Мирру каждое воскресенье. Одним вечером разыгралась сильная буря и пошёл проливной дождь. Дом Баюда был очень старым и были опасения, что его просто смоет дождём. После чего Шри Ауробиндо решил, что Мирре нельзя больше оставаться в этом доме и предложил ей переехать к нему в дом. С этих пор Мирра и Шри Ауробиндо будут жить под одной крышей.
Постепенно вокруг Шри Ауробиндо и Мирры собралась небольшая группа учеников, которая продолжала расти и со временем превратилась в Ашрам Шри Ауробиндо. В 1921 году Шри Ауробиндо объявил о том, что в своей духовной работе он и Мирра спустились из ментального плана сознания в витальный, и низвели туда сознание Сверхразума, в результате чего их физический облик изменился: Мирра стала выглядеть очень молодо, а кожа Шри Ауробиндо обрела мягко-белый цвет. В это время в Индию приехал англичанин В. В. Пирсон, который встречался с Миррой ещё в Японии. Мирра так описывает эту встречу:
Совершая йогу со Шри Ауробиндо, мы начали нисходить из ментального плана сознания в витальный, и когда мы перенесли работу на витальный план, то спустя месяц - мне тогда было сорок, хотя выглядела я моложе (но все же мне было сорок), - так вот, через месяц этой йогической практики я стала выглядеть ровно на восемнадцать. Сюда приехал один мой знакомый из Японии - он с трудом меня узнал. "Это в самом деле Вы?" - спросил он меня. "А кто же еще? Конечно, я!" ("Из жизни Матери", стр. 207-208)
Один из первых учеников Шри Ауробиндо А. Б. Пурани так вспоминает об изменениях, произошедших с телом Шри Ауробиндо:
Во время моего визита в ашрам в 1921 году самое большое удивление я испытал при первой встрече со Шри Ауробиндо. За два года его тело претерпело трансформацию, которую кроме как чудесной не назовёшь. Когда мы виделись в предыдущий раз, в 1918 году, цвет кожи у него еще был как у обычного бенгальца, то есть достаточно смуглый. И лишь сияющее внутренним светом лицо и пронзительный взгляд выделяли его среди остальных индийцев. Теперь же, войдя в его комнату, я заметил, что всё его тело светилось мягким беловатым светом, а кожа на щеках приобрела нежно-розовый оттенок. Перемена была столь неожиданной и разительной, что я не удержался и воскликнул: "Что с Вами произошло?" ("Из жизни Матери", стр. 208)
24 ноября 1926 года (День Сиддхи) Шри Ауробиндо сообщил ученикам, что получил важную реализацию, которая открыла перед ним путь для низведения Супраментального сознания на Землю, после чего Шри Ауробиндо принял решение отойти от внешнего мира и полностью погрузиться в йогу (в созерцание). 24 ноября стало датой официального основания Ашрама Шри Ауробиндо. В этот день Шри Ауробиндо передал Мирре руководство и попечительство над Ашрамом и представил её ученикам как «Мать», как аватара — воплощение Высочайшей Шакти.
За время её руководства Ашрам вырос в огромную общину, численность которой к 1950 году достигла тысячи человек. В 1951 году Мать создала школу, которая позже получила название «Международный образовательный центр Шри Ауробиндо» ("Sri Aurobindo International Centre of Education").
В 1968 году Мать основала Ауровиль, международный город, расположенный в десяти километрах от Пондичерри, в котором сейчас насчитывается около 3044 жителей.

### Последние годы
С 1957 года Мать начинает передавать свои духовные опыты одному из своих близких учеников — Сатпрему. Для этого два раза в неделю Мать приглашает его для встреч в кабинет ученика Павитры. Беседы, которые происходили во время этих встреч, были записаны Сатпремом на магнитофонную ленту. После смерти Матери из этих бесед было составлено 13 томов Агенды Матери, в которых насчитывается около 6000 страниц с описанием её духовных опытов.
Мать умерла 17 ноября 1973 года на 96-м году жизни. 
Её тело было похоронено рядом со Шри Ауробиндо во дворе Ашрама. К месту их погребения (самадхи) со всех концов света ежегодно стекаются сотни паломников.